# Бій під Змієвом
Бій під Змієвом- бій загону Червоної армії з частиною Німецькой армії і Армії УНР 8 квітня 1918 р.

## Історія
8 квітня 1918 р. більшовики покинула Харків і втекли до Луганська. На станції Основа до ешелону Раднаркому приєдналися загін луганських більшовиків на чолі з Ворошиловим. На станції Основа (за іншими даними на станції Жихар) Артем отримав телеграму що станція і місто Зміїв зайняті німцями. Після короткої наради за участі Артема, Ворошилова, Рухимовича було прийнято рішення пробиратися з боєм через Зміїв. На цих зборах була обрана п'ятірка для ведення військової операції у складі: Артема, Микола Руднєв, Ворошиловим, Рухимович і Первухин  голова похідного штабу. В їх підпорядкуванні був загін Ворошилова, загін Латишева і 1-й Харківський Комуністичної загін.
Перед початком операції п'ятірка дала вказівку групі 85 велосипедистів на чолі з Лантухом провести розвідку станції і з'ясувати сили противника.
Під час розвідки розвідники побачили, що німці розстрілюють полонених більшовиків, загін велосипедистів відкрив вогонь по німцях перестрілка тривала 15 хвилин. Під час цієї невеликої перестрілки до міста підійшов бронепоез «Черепаха» під командуванням Вадима. Вадим вів вогонь по району Змієва де знаходилася тюрма і распологались німці. Висадившись з поїзда 8 квітня 4-6 верстах від Змієва частини більшовиків повели наступ в напрямку підготовлених позицій противника, по ним був відкритий вогонь з артилерії наступом командував особисто Артем Сергєєв, їх прикривав бронепоїзд «Черепаха» . Червоноармійці йшли попереду бронепоїзда і виймали з-під рейок закладені німцями піроксилінові шашки. Подолавши артилерію противника піхота кинулася в атаку. В цей час в самому місті частині повстанців під командуванням Співакова і Мірошниченко, виступили проти німців в  самому місті і вели бої з боку Тарановської вулиці і соборної дзвіниці.
В цей час бронепоїзд Людмили Мокієвської-Зубок прорвався через тил німців і вивів з оточення частини що захищали Раднаркомом ДКР. Дружною атакою під керівництвом Артема червоногвардійці відкинули супротивників і захопили кілька полонених і дві гармати. Бій тривав три години.
Під час бою група лівих есерів і кілька комуністів на чолі з Первухін не взяли участь у бою, а сховалися за насипом, після бою група Первухина вела агітацію за припинення боїв з німцями і негайним відступом в Саратов.
Після цього бою Раднарком і супроводжуючий його загін занурився в поїзд, в місті Зміїв для прикриття залишився загін якогось Вадима чисельністю 70 осіб з броні-площаткою.
У місті відбулися збори Раднаркому ДКР на збори більшовики хотіли відправити есерів на фронт в Куп'янськ, після зборів есери відмовилися виконати наказ уряду отрганізовалі свій загін і вирушили в Самару. Відразу командиром групи був назначін Рухимович, але після зборів командирів командиром обрали Лантуха. Лантух запропонував всім легкодухим покинути загін і організував їм поїзд в Саратов.
Групу з 120 осіб очолили Яковлєв, Гусаков, Погибко, Покка, Межов, Брунько, Литвинов, Віногралов, Курідас. І о 23:00 разом з пораненими виїхали з Змієва.
Під Змієвом більшовики спалили більшу частину свого паперового архіву, який містив документи їх військових операцій проти урядових військ УНР та німецької армії навесні 1918 р. Про це йдеться у пояснювальній записці до вцілілих документів штабу народного комісара по боротьбі з контрреволюцією на Півдні Росії, складеній одним зі співробітників цього штабу: «Більша частина документів майже всіх бойових операцій (що відбувалися) до здачі Харкова, була спалена поблизу Змієва в той час, коли штаб був оточений гайдамацькими частинами».

## Втрати

### Більшовики
- 7 загиблих серед них Каменєв з Холодної гори[9]
- 17 поранено з них 5 важко поранених.[7]